# Luigi Pelleschi
Luigi Pelleschi (Florència, Gran Ducat de Toscana, 1769 - 1832) fou un compositor italià. Fou professor de contrapunt i de composició musical de l'Acadèmia de Belles Arts de Florència, i deixà un gran nombre de composicions religioses de força mèrit, la majoria de les quals es conserven als arxius de la capella de la Sanctissima Annunziata de Florència, de la que en fou director. El seu germà Gaspare Pelleschi també fou compositor.